# Форт-9
Форт-9 — украинский компактный самозарядный пистолет, разработанный НПО «Форт».

## История
Демонстрационные образцы боевого пистолета «Форт-9» и его травматической версии «Форт-9Р» были представлены на проходившей 22-25 сентября 2010 года в Киеве оружейной выставке «Зброя та безпека-2010», в 2011 году началось серийное производство «Форт-9Р».
В 2014-2016 годы 25 пистолетов «Форт-9» были вручены министром внутренних дел Украины А. Б. Аваковым в качестве наградного оружия.
После введения 26 ноября 2018 года на Украине военного положения руководство Украинских железных дорог выделило 2,61 млн. гривен на приобретение партии из 89 единиц стрелкового оружия шести различных моделей для подразделения военизированной охраны Юго-Западной железной дороги (среди которых — несколько пистолетов «Форт-9» с боекомплектом 500 шт. патронов 9х17 мм).

## Описание
Автоматика оружия работает за счет использования энергии отдачи свободного затвора при неподвижном стволе. Запирание ствола осуществляется массой кожуха-затвора, удерживаемого в переднем положении расположенной под стволом возвратной пружиной. В канале ствола шесть правосторонних нарезов.
Ударно-спусковой механизм двойного действия со скрытым курком. Магазин коробчатый с однорядным расположением патронов.
Прицельные приспособления открытого типа, нерегулируемые (состоят из мушки и целика).

## Варианты и модификации
- «Форт-9» - боевой пистолет под патрон 9х17 мм К
- «Форт-9Р» — травматический пистолет под патрон 9 мм Р. А. со стальной рамкой и гладким стволом. Масса 520 грамм. Эффективная дальность стрельбы зависит от типа используемых травматических патронов, но не превышает 7 метров[3]
- «Форт-9Т»[4] — вариант «Форт-9Р» с изменённой конструкцией ствола (в канале ствола установлены выступы-«рассекатели», которые исключают возможность выстрела твёрдым предметом). Снят с производства.
- «Форт-10Р» — вариант «Форт-9Р» под патрон 9 мм Р. А. с полимерной рамкой (что позволило снизить массу оружия до 450 грамм) и гладким стволом
- «Форт-10Т»[4] — вариант «Форт-10Р» с изменённой конструкцией ствола (в канале ствола установлены выступы-«рассекатели», которые исключают возможность выстрела твёрдым предметом). Снят с производства.

Кроме того, в 2011 году российская компания ЗАО «Техноармс» начала выпуск травматических пистолетов «Гроза-01» (отличавшихся от «Форт-9Р» только конструкцией ствола, который был изменён в соответствии с требованиями российского законодательства)
4 апреля 2014 года первый вице-премьер Украины В. Г. Ярема объявил, что Украина приняла решение прекратить военно-техническое сотрудничество с Россией. 16 июня 2014 года президент Украины П. А. Порошенко запретил любое сотрудничество с Россией в сфере ВПК, а 27 августа 2014 года — подписал указ «О мерах по совершенствованию государственной военно-технической политики», в соответствии с которым приказал принять меры «по прекращению экспорта в Российскую Федерацию товаров военного назначения и двойного использования». В результате, экспорт из Украины в Россию комплектующих для производства травматических пистолетов «Хорхе» и «Гроза» был прекращён и их производство остановлено.

## Страны-эксплуатанты
- Украина — некоторое количество пистолетов «Форт-9» поступило в МВД Украины[1], в декабре 2018 года ещё несколько пистолетов заказали для железнодорожной охраны[2], травматические «Форт-9Р», «Форт-10Р» и «Форт-10Т» разрешены к использованию сотрудникам частных охранных структур[10][11] и в качестве гражданского оружия самообороны
- Казахстан — после разрешения 1 января 2008 года приобретения травматического оружия в стране было продано некоторое количество травматических пистолетов «Форт-9Т» и «Форт-10Т». 2 апреля 2014 года парламент Казахстана установил запрет на владение и использование травматического оружия гражданскими лицами[12]. 29 октября 2014 года было принято решение о выкупе ранее проданного травматического оружия у владельцев[13], а 4 сентября 2015 года в перечень запрещённых к обороту и подлежащих к сдаче моделей травматического оружия были внесены травматические пистолеты «Форт-9Т» и «Форт-10Т»[4]. Тем не менее, они по-прежнему разрешены в качестве служебного оружия частных охранных структур[14]